# Golden Earring (album)
Golden Earring è un album in studio del gruppo musicale tedesco Golden Earring, pubblicato nel 1970 dalla Polydor.

## Tracce
1. "Yellow and Blue" – 3:43
2. "The Loner" – 3:28
3. "This Is the Time of the Year" – 3:32
4. "Big Tree, Blue Sea" (Hay, Kooymans) – 6:09
5. "The Wall of Dolls" (Gerritsen, Hay) – 3:31
6. "Back Home" – 3:50
7. "See See" (Hay) – 3:10
8. "I'm Going to Send My Pigeons to the Sky" – 5:57
9. "As Long As the Wind Blows" – 5:20

## Formazione

### Gruppo
- George Kooymans – voce, chitarra
- Rinus Gerritsen – tastiere, basso
- Barry Hay – flauto, sassofono, chitarra, voce
- Cesar Zuiderwijk – batteria